# Associazione Sportiva Roma 2021-2022 (femminile)
Questa voce raccoglie le informazioni riguardanti la squadra femminile dell'Associazione Sportiva Roma nelle competizioni ufficiali della stagione 2021-2022.

## Stagione
Quella del 2021-2022 è la quarta stagione in Serie A femminile della Roma, iniziata con l'arrivo di Alessandro Spugna alla guida tecnica della prima squadra, dopo che Elisabetta Bavagnoli era diventata responsabile del settore femminile della AS Roma.
Il campionato di Serie A è iniziato con tre vittorie consecutive, seguite da due sconfitte alla quarta e quinta giornata contro Inter e Juventus, che hanno fatto scendere le Giallorosse al quarto posto. Tra la settima e la quindicesima giornata la squadra ha inanellato nove vittorie di fila, che hanno permesso di conquistare e consolidare il secondo posto in classifica. La posizione è stata mantenuta fino alla fine della stagione, dando così alla Roma l'accesso al turno preliminare della UEFA Women's Champions League 2022-2023. Il campionato è stato concluso al secondo posto con 54 punti conquistati, frutto di 17 vittorie, 3 pareggi e 2 sconfitte. In Coppa Italia la squadra è arrivata fino alla finale, dove è stata sconfitta dalla Juventus. Dopo aver vinto il triangolare 8 dei gironi preliminari davanti a Pomigliano e Tavagnacco, la Roma ha superato prima il Como ai quarti di finale e poi l'Empoli in semifinale. La finale ha visto prevalere per 2-1 la Juventus, che ha ribaltato nei minuti finali della partita la rete realizzata su calcio di rigore da Andressa Alves a metà del primo tempo. Grazie al piazzamento nella stagione precedente, la Roma ha partecipato alla Supercoppa italiana 2021, venendo, però, sconfitta già in semifinale dal Milan per 2-1.

## Divise e sponsor
Lo sponsor tecnico è New Balance, il main sponsor è Digitalbits, mentre il back sponsor è Hyundai. La prima divisa è costituita da maglia rossa con colletto a V e bordi manica gialli, pantaloncini rossi con dettagli gialli e calzettoni rossi con una banda gialla e bianca. La away è una maglia bianca con bordi manica gialli, arancione e rossi, pantaloncini e calzettoni bianchi, mentre la quarta divisa è blu con dettagli gialli e rossi, il lupetto di Gratton ripetuto tono su tono nella maglia e lo stemma usato dal 1997 al 2013 al posto di quello in uso. Una divisa da portiere è grigia con dettagli bianchi e gialli, l'altra gialla con dettagli rossi e neri.
| Casa | Trasferta | Quarta divisa | 1ª portiere | 2ª portiere |

## Organigramma societario
Di seguito l'organigramma societario.
Area direttiva
- Presidente: Dan Friedkin
- Vicepresidente esecutivo: Ryan Friedkin
- Amministratore delegato: Guido Fienga
- Direttore generale: Tiago Pinto
- Consiglieri: Marcus Watts, Eric Williamson
- Presidente del collegio sindacale: Claudia Cattani
- Comitato nomine e remunerazioni e Comitato per il controllo interno e la gestione dei rischi: Benedetta Navarra, Mirella Pellegrini, Ines Gandini

Area tecnica
- Allenatore: Alessandro Spugna
- Vice allenatore: Leonardo Montesano
- Collaboratore: Riccardo Ciocchetti
- Preparatore portieri: Mauro Patrizi
- Medico sociale: Paola Sbriccoli
- Fisioterapista: Andrea Mangino
- Magazziniere: Stefano Corti
- Team manager: Ilaria Inchingolo
- Segretario: Andrea Rubiolo
- Direttore organizzativo: Carlo Stigliano

## Rosa
Rosa come da sito ufficiale.
| N. |                     | Ruolo | Calciatrice              |
| -- | ------------------- | ----- | ------------------------ |
| 1  | Svezia (bandiera)   | P     | Emma Lind                |
| 3  | Italia (bandiera)   | D     | Lucia Di Guglielmo       |
| 4  | Italia (bandiera)   | D     | Angelica Soffia          |
| 5  | Svizzera (bandiera) | C     | Vanessa Bernauer         |
| 7  | Brasile (bandiera)  | C     | Andressa Alves           |
| 8  | Serbia (bandiera)   | C     | Milica Mijatović         |
| 9  | Italia (bandiera)   | A     | Valeria Pirone           |
| 10 | Italia (bandiera)   | C     | Manuela Giugliano        |
| 11 | Norvegia (bandiera) | A     | Emilie Haavi             |
| 12 | Romania (bandiera)  | P     | Camelia Ceasar           |
| 13 | Italia (bandiera)   | D     | Elisa Bartoli (capitano) |
| 15 | Italia (bandiera)   | A     | Annamaria Serturini      |
| 16 | Italia (bandiera)   | C     | Claudia Ciccotti         |
| 17 | Brasile (bandiera)  | C     | Thaisa Moreno            |
| 18 | Italia (bandiera)   | A     | Benedetta Glionna        |
| 20 | Italia (bandiera)   | C     | Giada Greggi             |
| 22 | Norvegia (bandiera) | A     | Sophie Roman Haug        |

| N. |                     | Ruolo | Calciatrice              |
| -- | ------------------- | ----- | ------------------------ |
| 23 | Italia (bandiera)   | P     | Katia Ghioc              |
| 24 | Italia (bandiera)   | P     | Rachele Baldi            |
| 25 | Giamaica (bandiera) | D     | Allyson Swaby            |
| 27 | Svezia (bandiera)   | D     | Beata Kollmats           |
| 29 | Spagna (bandiera)   | A     | Paloma Lázaro            |
| 32 | Italia (bandiera)   | D     | Elena Linari             |
| 33 | Brasile (bandiera)  | D     | Joyce Borini             |
| 34 | Italia (bandiera)   | A     | Alice Corelli            |
| 41 | Italia (bandiera)   | D     | Eleonora Pacioni         |
| 44 | Italia (bandiera)   | D     | Tecla Pettenuzzo         |
| 45 | Italia (bandiera)   | C     | Chiara Vigliucci         |
| 53 | Italia (bandiera)   | C     | Anastasia Ferrara        |
| 54 | Norvegia (bandiera) | C     | Mina Schaathun Bergersen |
| 55 | Italia (bandiera)   | D     | Elena Battistini         |
| 57 | Italia (bandiera)   | A     | Maria Grazia Petrara     |
| 92 | Italia (bandiera)   | A     | Serena Landa             |
| 99 | Slovenia (bandiera) | A     | Nina Kajzba              |

## Calciomercato

### Sessione estiva
| Acquisti | Acquisti           | Acquisti        | Acquisti      |
| R.       | Nome               | da              | Modalità      |
| -------- | ------------------ | --------------- | ------------- |
| D        | Lucia Di Guglielmo | Empoli          | definitivo    |
| C        | Joyce Borini       | Madrid CFF      | definitivo    |
| C        | Thaisa Moreno      | Real Madrid     | definitivo    |
| C        | Flaminia Simonetti | Inter           | fine prestito |
| A        | Benedetta Glionna  | Juventus        | definitivo    |
| A        | Serena Landa       | San Marino      | fine prestito |
| A        | Nina Kajzba        | Pomurje         | definitivo    |
| A        | Valeria Pirone     | Sassuolo        | definitivo    |
| A        | Safia Tall         | Guingamp        | definitivo    |
| A        | Maria Zecca        | Pink Sport Time | fine prestito |

| Cessioni | Cessioni           | Cessioni   | Cessioni    |
| R.       | Nome               | a          | Modalità    |
| -------- | ------------------ | ---------- | ----------- |
| P        | Rosalia Pipitone   | Palermo    | [ 22 ]      |
| D        | Heden Corrado      | Napoli     | in prestito |
| D        | Kaja Eržen         | Napoli     | [ 24 ]      |
| C        | Andrine Hegerberg  |            | svincolata  |
| C        | Emma Severini      | Napoli     | in prestito |
| C        | Flaminia Simonetti | Inter      | definitivo  |
| A        | Marija Banusic     | Pomigliano | [ 26 ]      |
| A        | Agnese Bonfantini  | Juventus   | [ 27 ]      |
| A        | Lindsey Thomas     | Milan      | [ 28 ]      |

### Sessione invernale
| Acquisti | Acquisti          | Acquisti    | Acquisti   |
| R.       | Nome              | da          | Modalità   |
| -------- | ----------------- | ----------- | ---------- |
| P        | Emma Lind         | Jitex BK    | definitivo |
| D        | Beata Kollmats    | Häcken      | definitivo |
| C        | Milica Mijatović  | Häcken      | definitivo |
| A        | Emilie Haavi      | LSK Kvinner | definitivo |
| A        | Sophie Roman Haug | LSK Kvinner | definitivo |

| Cessioni | Cessioni         | Cessioni   | Cessioni    |
| R.       | Nome             | a          | Modalità    |
| -------- | ---------------- | ---------- | ----------- |
| P        | Rachele Baldi    | Napoli     | in prestito |
| D        | Allyson Swaby    | Angel City | definitivo  |
| C        | Thaisa Moreno    |            | svincolata  |
| C        | Chiara Vigliucci | Lazio      | in prestito |
| A        | Serena Landa     | Pomigliano | definitivo  |
| A        | Maria Zecca      | Roma CF    | [ 39 ]      |

## Risultati

### Serie A

#### Girone di andata
| Arbitro: | Ferrieri Caputi (Livorno) |

|  |           |                                                       |
|  | Marcatori | 22’ (aut.) De Rita 57’ (aut.) Mella 64’ (aut.) Prugna |

| Arbitro: | Cavaliere (Paola) |

|                                                              |           |             |
| Andressa Alves 18’ Serturini 20’ Giugliano 21’ Bartoli 45+2’ | Marcatori | 41’ Goldoni |

| Arbitro: | Vergaro (Bari) |

|            |           |                        |
| Moraca 63’ | Marcatori | 23’ Glionna 54’ Pirone |

| Arbitro: | Sfira (Pordenone) |

|            |           |  |
| Nchout 85’ | Marcatori |  |

| Arbitro: | Di Graci (Como) |

|                  |           |                          |
| Di Guglielmo 28’ | Marcatori | 64’ Rosucci 87’ Stašková |

| Arbitro: | Pascarella (Nocera Inferiore) |

|              |           |               |
| Grimshaw 48’ | Marcatori | 12’ Serturini |

| Arbitro: | Marotta (Sapri) |

|                 |           |  |
| Pirone 23’, 48’ | Marcatori |  |

| Arbitro: | Leone (Barletta) |

|            |           |                                                                      |
| Cedeño 78’ | Marcatori | 9’, 76’ Lázaro 27’ Giugliano 35’ (rig.) Andressa Alves 59’ Serturini |

| Arbitro: | Acanfora (Castellammare di Stabia) |

|               |           |  |
| Serturini 52’ | Marcatori |  |

| Arbitro: | Tremolada (Monza) |

|             |           |                                   |
| Tarenzi 57’ | Marcatori | 15’ Lázaro 90+2’ (aut.) Novellino |

| Arbitro: | Calzavara (Varese) |

|                                     |           |                                |
| Pirone 25’ Bernauer 28’ Glionna 73’ | Marcatori | 35’ Visentin 59’ (rig.) Martín |

#### Girone di ritorno
| Arbitro: | Zamagni (Cesena) |

|                                             |           |            |
| Schaathun Bergersen 84’ Linari 90+8’ (rig.) | Marcatori | 39’ Dompig |

| Arbitro: | Angelucci (Foligno) |

|  |           |           |
|  | Marcatori | 79’ Haavi |

| Arbitro: | Cherchi (Carbonia) |

|                                                |           |                                              |
| Serturini 26’ Haavi 45+2’, 58’ Lázaro 70’, 74’ | Marcatori | 23’ (rig.) Salvatori Rinaldi 46’ Dellaperuta |

| Arbitro: | Gigliotti (Cosenza) |

|                                         |           |  |
| Andressa Alves 45’ (rig.) Giugliano 48’ | Marcatori |  |

| Arbitro: | Cascone (Nocera Inferiore) |

|                   |           |            |
| Soffia 11’ (aut.) | Marcatori | 61’ Lázaro |

| Arbitro: | Angelucci (Foligno) |

|                    |           |            |
| Andressa Alves 65’ | Marcatori | 32’ Thomas |

| Arbitro: | Nicolini (Brescia) |

|  |           |                               |
|  | Marcatori | 44’ Lázaro 72’, 90+4’ Glionna |

| Arbitro: | Turrini (Firenze) |

|                                                                                  |           |              |
| Mijatović 10’, 24’ Andressa Alves 52’ Lázaro 59’ Pirone 76’ Glionna 78’ Haug 85’ | Marcatori | 71’ Arrigoni |

| Arbitro: | Madonia (Palermo) |

|                                   |           |                                      |
| Sabatino 33’ (rig.) Vigilucci 75’ | Marcatori | 24’ Di Guglielmo 64’ Lázaro 89’ Haug |

| Arbitro: | Andreano (Prato) |

|                                                                                           |           |  |
| Serturini 8’ Pirone 19’, 22’ Giugliano 26’ Lázaro 50’ Kollmats 71’ Haug 87’ Bartoli 90+2’ | Marcatori |  |

| Arbitro: | Pezzopane (L'Aquila) |

|  |           |                                  |
|  | Marcatori | 1’ Mijatović 28’ Pirone 65’ Haug |

### Coppa Italia

#### Gironi eliminatori
| Arbitro: | Di Renzo (Bolzano) |

|  |           |                                                                 |
|  | Marcatori | 11’ Lázaro 36’ Ciccotti 76’ Giugliano 78’ Pirone 90+2’ Andressa |

| Arbitro: | Acquafredda (Molfetta) |

|         |           |                                      |
| Cox 58’ | Marcatori | 26’ Ciccotti 79’ Bernauer 90’ Pirone |

#### Quarti di finale
| Arbitro: | Vergaro (Bari) |

|  |           |                           |
|  | Marcatori | 43’, 88’ Lázaro 56’ Haavi |

| Arbitro: | Di Cairano (Ariano Irpino) |

|                      |           |              |
| Haavi 20’ Pirone 28’ | Marcatori | 6’ Kubassova |

#### Semifinali
| Arbitro: | Monaldi (Macerata) |

|  |           |               |
|  | Marcatori | 60’ Giugliano |

| Arbitro: | Scatena (Avezzano) |

|                        |           |  |
| Soffia 25’ Bartoli 80’ | Marcatori |  |

#### Finale
| Arbitro: | Ferrieri Caputi (Livorno) |

|                             |           |                     |
| Girelli 80’ (rig.) Gama 84’ | Marcatori | 23’ (rig.) Andressa |

### Supercoppa italiana
| Arbitro: | Giordano (Novara) |

|              |           |                            |
| Ciccotti 74’ | Marcatori | 32’ Thomas 36’ Bergamaschi |

## Statistiche

### Statistiche di squadra
| Competizione        | Punti | In casa | In casa | In casa | In casa | In casa | In casa | In trasferta | In trasferta | In trasferta | In trasferta | In trasferta | In trasferta | Totale | Totale | Totale | Totale | Totale | Totale | DR  |
| Competizione        | Punti | G       | V       | N       | P       | Gf      | Gs      | G            | V            | N            | P            | Gf           | Gs           | G      | V      | N      | P      | Gf     | Gs     | DR  |
| ------------------- | ----- | ------- | ------- | ------- | ------- | ------- | ------- | ------------ | ------------ | ------------ | ------------ | ------------ | ------------ | ------ | ------ | ------ | ------ | ------ | ------ | --- |
| Serie A             | 54    | 11      | 9       | 1       | 1       | 36      | 10      | 11           | 8            | 2            | 1            | 24           | 8            | 22     | 17     | 3      | 2      | 60     | 18     | +42 |
| Coppa Italia        | -     | 2       | 2       | 0       | 0       | 4       | 1       | 4            | 4            | 0            | 0            | 12           | 1            | 7      | 6      | 0      | 1      | 17     | 4      | +13 |
| Supercoppa italiana | -     | 0       | 0       | 0       | 0       | 0       | 0       | 0            | 0            | 0            | 0            | 0            | 0            | 1      | 0      | 0      | 1      | 1      | 2      | -1  |
| Totale              | -     | 13      | 11      | 1       | 1       | 40      | 11      | 15           | 12           | 2            | 1            | 36           | 9            | 30     | 23     | 3      | 4      | 78     | 24     | +54 |

### Andamento in campionato
| Giornata  | 1 | 2 | 3 | 4 | 5 | 6 | 7 | 8 | 9 | 10 | 11 | 12 | 13 | 14 | 15 | 16 | 17 | 18 | 19 | 20 | 21 | 22 |
| --------- | - | - | - | - | - | - | - | - | - | -- | -- | -- | -- | -- | -- | -- | -- | -- | -- | -- | -- | -- |
| Luogo     | T | C | T | T | C | T | C | T | C | T  | C  | C  | T  | C  | C  | T  | C  | T  | C  | T  | C  | T  |
| Risultato | V | V | V | P | P | N | V | V | V | V  | V  | V  | V  | V  | V  | N  | N  | V  | V  | V  | V  | V  |
| Posizione | 1 | 1 | 1 | 3 | 4 | 4 | 4 | 4 | 4 | 3  | 2  | 2  | 2  | 2  | 2  | 2  | 2  | 2  | 2  | 2  | 2  | 2  |

Legenda:

Luogo: C = Casa; T = Trasferta. Risultato: V = Vittoria; N = Pareggio; P = Sconfitta.

### Statistiche delle giocatrici
| Giocatore              | Serie A  | Serie A | Serie A     | Serie A    | Coppa Italia | Coppa Italia | Coppa Italia | Coppa Italia | Supercoppa italiana | Supercoppa italiana | Supercoppa italiana | Supercoppa italiana | Totale   | Totale | Totale      | Totale     |
| Giocatore              | Presenze | Reti    | Ammonizioni | Espulsioni | Presenze     | Reti         | Ammonizioni  | Espulsioni   | Presenze            | Reti                | Ammonizioni         | Espulsioni          | Presenze | Reti   | Ammonizioni | Espulsioni |
| ---------------------- | -------- | ------- | ----------- | ---------- | ------------ | ------------ | ------------ | ------------ | ------------------- | ------------------- | ------------------- | ------------------- | -------- | ------ | ----------- | ---------- |
| A. Andressa            | 20       | 5       | 0           | 0          | 6            | 2            | 0            | 0            | 1                   | 0                   | 1                   | 0                   | 27       | 7      | 1           | 0          |
| R. Baldi               | 0        | 0       | 0           | 0          | 1            | 0            | 0            | 0            | 0                   | 0                   | 0                   | 0                   | 1        | 0      | 0           | 0          |
| E. Bartoli             | 16       | 2       | 1           | 0          | 6            | 1            | 1            | 0            | 1                   | 0                   | 0                   | 0                   | 23       | 3      | 2           | 0          |
| E. Battistini          | -        | -       | -           | -          | 1            | 0            | 0            | 0            | -                   | -                   | -                   | -                   | 1        | 0      | 0           | 0          |
| V. Bernauer            | 14       | 1       | 0           | 0          | 4            | 1            | 0            | 0            | 0                   | 0                   | 0                   | 0                   | 18       | 2      | 0           | 0          |
| J. Borini              | 5        | 0       | 0           | 0          | 3            | 0            | 0            | 0            | -                   | -                   | -                   | -                   | 8        | 0      | 0           | 0          |
| C. Ceasar              | 19       | -17     | 0           | 0          | 2            | -1           | 0            | 0            | 1                   | -2                  | 0                   | 0                   | 22       | -20    | 0           | 0          |
| C. Ciccotti            | 7        | 0       | 2           | 0          | 3            | 2            | 0            | 0            | 1                   | 1                   | 0                   | 0                   | 11       | 3      | 2           | 0          |
| A. Corelli             | 5        | 0       | 0           | 0          | 1            | 0            | 0            | 0            | 0                   | 0                   | 0                   | 0                   | 6        | 0      | 0           | 0          |
| L. Di Guglielmo        | 19       | 2       | 0           | 0          | 5            | 0            | 0            | 1            | 1                   | 0                   | 0                   | 0                   | 25       | 2      | 0           | 1          |
| A. Ferrara             | 1        | 0       | 0           | 0          | 1            | 0            | 0            | 0            | -                   | -                   | -                   | -                   | 2        | 0      | 0           | 0          |
| K. Ghioc               | 1        | 0       | 0           | 0          | 1            | 0            | 0            | 0            | -                   | -                   | -                   | -                   | 2        | 0      | 0           | 0          |
| M. Giugliano           | 19       | 4       | 3           | 0          | 6            | 2            | 0            | 0            | 1                   | 0                   | 0                   | 0                   | 26       | 6      | 3           | 0          |
| B. Glionna             | 18       | 5       | 0           | 0          | 6            | 0            | 0            | 0            | 1                   | 0                   | 0                   | 0                   | 25       | 5      | 0           | 0          |
| G. Greggi              | 18       | 0       | 0           | 0          | 6            | 0            | 1            | 0            | 0                   | 0                   | 0                   | 0                   | 24       | 0      | 1           | 0          |
| E. Haavi               | 6        | 3       | 0           | 0          | 5            | 2            | 0            | 0            | 1                   | 0                   | 0                   | 0                   | 12       | 5      | 0           | 0          |
| S. Haug                | 7        | 4       | 0           | 0          | 3            | 0            | 0            | 0            | -                   | -                   | -                   | -                   | 10       | 4      | 0           | 0          |
| N. Kajzba              | 1        | 0       | 0           | 0          | -            | -            | -            | -            | -                   | -                   | -                   | -                   | 1        | 0      | 0           | 0          |
| B. Kollmats            | 6        | 1       | 1           | 0          | 3            | 0            | 0            | 0            | -                   | -                   | -                   | -                   | 9        | 1      | 1           | 0          |
| S. Landa               | -        | -       | -           | -          | -            | -            | -            | -            | -                   | -                   | -                   | -                   | -        | -      | -           | -          |
| P. Lázaro              | 21       | 10      | 4           | 0          | 7            | 3            | 0            | 0            | 1                   | 0                   | 0                   | 0                   | 29       | 13     | 4           | 0          |
| E. Linari              | 19       | 1       | 2           | 1          | 7            | 0            | 0            | 0            | -                   | -                   | -                   | -                   | 26       | 1      | 2           | 1          |
| E. Lind                | 3        | -1      | 0           | 0          | 4            | -3           | 0            | 0            | -                   | -                   | -                   | -                   | 7        | -4     | 0           | 0          |
| M. Mijatović           | 7        | 3       | 0           | 0          | 3            | 0            | 0            | 0            | -                   | -                   | -                   | -                   | 10       | 3      | 0           | 0          |
| E. Pacioni             | 2        | 0       | 0           | 0          | 1            | 0            | 0            | 0            | -                   | -                   | -                   | -                   | 3        | 0      | 0           | 0          |
| M.G. Petrara           | 1        | 0       | 0           | 0          | -            | -            | -            | -            | -                   | -                   | -                   | -                   | 1        | 0      | 0           | 0          |
| T. Pettenuzzo          | 10       | 0       | 2           | 0          | 3            | 0            | 0            | 0            | 1                   | 0                   | 1                   | 0                   | 14       | 0      | 3           | 0          |
| V. Pirone              | 17       | 8       | 1           | 0          | 5            | 3            | 0            | 0            | 1                   | 0                   | 0                   | 0                   | 23       | 11     | 1           | 0          |
| M. Schaathun Bergersen | 3        | 1       | 0           | 0          | 1            | 0            | 0            | 0            | -                   | -                   | -                   | -                   | 4        | 1      | 0           | 0          |
| A. Serturini           | 19       | 6       | 0           | 0          | 6            | 0            | 0            | 0            | 1                   | 0                   | 0                   | 0                   | 26       | 6      | 0           | 0          |
| A. Soffia              | 18       | 0       | 0           | 0          | 6            | 1            | 0            | 0            | 0                   | 0                   | 0                   | 0                   | 24       | 1      | 0           | 0          |
| A. Swaby               | 11       | 0       | 1           | 0          | 1            | 0            | 0            | 0            | 1                   | 0                   | 0                   | 0                   | 13       | 0      | 1           | 0          |
| Thaisa Moreno          | 10       | 0       | 2           | 0          | 0            | 0            | 0            | 0            | 1                   | 0                   | 0                   | 0                   | 11       | 0      | 2           | 0          |
| C. Vigliucci           | 3        | 0       | 0           | 0          | 1            | 0            | 0            | 0            | -                   | -                   | -                   | -                   | 4        | 0      | 0           | 0          |
| M. Zecca               | -        | -       | -           | -          | -            | -            | -            | -            | -                   | -                   | -                   | -                   | -        | -      | -           | -          |